# パナソニックオープン
パナソニックオープンゴルフチャンピオンシップ（Panasonic Open Golf Championship）（略称：パナソニックオープン）は、2008年から2013年、および2016年から開催されている男子プロゴルフトーナメントである。2008年から2013年までは日本ゴルフ協会、アジア太平洋ゴルフ連盟、パナソニック株式会社（2008年10月1日に松下電器産業から社名変更）の主催により毎年9月第4週に行われていた。かつての正式名称は「アジアパシフィックオープンゴルフチャンピオンシップ・パナソニックオープン」。
毎年近畿地方のゴルフコースを巡回して開催する「サーキット方式」を採用して行われていたが、主催者の一つであるパナソニックが業績不振を理由に2013年大会をもって終了することが2012年12月13日に発表され、6回の歴史に一旦幕を閉じ、2014年以降はそれまで5月下旬に開催されていたダイヤモンドカップゴルフに統合されたが、2016年から時期を4月第3週から第4週に移行し、会場も千葉県野田市の千葉カントリークラブ梅郷（うめさと）コースで復活した。2018年は大阪府茨木市の茨木カンツリー倶楽部西コースで開催された。2019年より開催時期が9月に変更されることになった。2021年現在、賞金総額1億円、優勝賞金2000万円。

## 概要
この大会はアジア太平洋ナンバーワンのプロゴルファー決定戦と位置づけてられていた。なお、2008年は日本ゴルフツアー機構（JGTO）初の海外興行として、アジアンツアーと共催したパインバレー北京オープンも開催された（2009年も開催予定だったが中止となりそのまま廃止された）。

## 歴代優勝者
| アジアパシフィックオープンゴルフチャンピオンシップ・パナソニックオープン | アジアパシフィックオープンゴルフチャンピオンシップ・パナソニックオープン | アジアパシフィックオープンゴルフチャンピオンシップ・パナソニックオープン | アジアパシフィックオープンゴルフチャンピオンシップ・パナソニックオープン | アジアパシフィックオープンゴルフチャンピオンシップ・パナソニックオープン |
| 開催回                                                                   | 開催年                                                                   | 優勝者名                                                                 | 開催地                                                                   | 開催コース                                                               |
| ------------------------------------------------------------------------ | ------------------------------------------------------------------------ | ------------------------------------------------------------------------ | ------------------------------------------------------------------------ | ------------------------------------------------------------------------ |
| 第1回                                                                    | 2008年                                                                   | 谷原秀人                                                                 | 大阪府                                                                   | 茨木カンツリー倶楽部 西コース                                            |
| 第2回                                                                    | 2009年                                                                   | 丸山大輔                                                                 | 京都府                                                                   | 城陽カントリー倶楽部 東・西コース                                        |
| 第3回                                                                    | 2010年                                                                   | ブレンダン・ジョーンズ                                                   | 兵庫県                                                                   | 六甲国際ゴルフ倶楽部 東コース                                            |
| 第4回                                                                    | 2011年                                                                   | 平塚哲二                                                                 | 滋賀県                                                                   | 琵琶湖カントリー倶楽部 栗東・三上コース                                  |
| 第5回                                                                    | 2012年                                                                   | 小林正則                                                                 | 兵庫県                                                                   | 東広野ゴルフ倶楽部                                                       |
| 第6回                                                                    | 2013年                                                                   | 川村昌弘                                                                 | 大阪府                                                                   | 茨木カンツリー倶楽部 西コース                                            |
| パナソニックオープンゴルフチャンピオンシップ                             |                                                                          |                                                                          |                                                                          |                                                                          |
| 開催回                                                                   | 開催年                                                                   | 優勝者名                                                                 | 開催地                                                                   | 開催コース                                                               |
| 第7回                                                                    | 2016年                                                                   | 池田勇太                                                                 | 千葉県                                                                   | 千葉カントリークラブ 梅郷コース                                          |
| 第8回                                                                    | 2017年                                                                   | 久保谷健一                                                               | 千葉県                                                                   | 千葉カントリークラブ 梅郷コース                                          |
| 第9回                                                                    | 2018年                                                                   | ラヒル・ガンジー                                                         | 大阪府                                                                   | 茨木カンツリー倶楽部 西コース                                            |
| 第10回                                                                   | 2019年                                                                   | 武藤俊憲                                                                 | 兵庫県                                                                   | 東広野ゴルフ倶楽部                                                       |
| 第11回                                                                   | 2021年                                                                   | 中島啓太 (a)                                                             | 京都府                                                                   | 城陽カントリー倶楽部 東コース                                            |
| 第12回                                                                   | 2022年                                                                   | 蟬川泰果 (a)                                                             | 兵庫県                                                                   | 小野東洋ゴルフ倶楽部                                                     |
| 第13回                                                                   | 2023年                                                                   | 大槻智春                                                                 | 兵庫県                                                                   | 小野東洋ゴルフ倶楽部                                                     |
| 第14回                                                                   | 2024年                                                                   | 平田憲聖                                                                 | 兵庫県                                                                   | 有馬ロイヤルゴルフクラブ ロイヤルコース                                  |

## Panasonic SWING
- この日本のパナソニックオープンを含む、アジア各国で行われる次の5つの大会について、パナソニックとアジアンツアーが2017年にパートナーシップ契約を結び、「Panasonic SWING」（パナソニック・スウィング）と題したシリーズを行っている[16]。
- 初回は2018年6月～2019年9月にかけて行われ、対象5大会のうち最低2大会（パナソニックオープンは必ず含むこと）は出場することが必要とされる。
- 対象出場者の各大会の成績をポイント化して加算し、全大会終了後の上位3位までの選手には賞金を贈呈。さらにその中の総合優勝者にはヨーロピアンツアーの出場資格権利を贈呈する。

### 対象大会
2018年
- タイランドオープン（タイ王国）
- パナソニックオープン・インディア（インド）
- インドネシアンマスターズ（インドネシア）

2019年
- メイバンクチャンピオンシップ（マレーシア）
- パナソニックオープン（日本）

## テレビ中継
- 本大会の後援にTBSテレビが名を連ねており、テレビ放送はTBS系列で決勝ラウンドの2日間を全国ネットで中継していた（開催地であり、スポンサーであるパナソニックの本社が所在している大阪府の毎日放送は大会協力団体・制作協力の形で参加）。またBSデジタル放送のBS-TBSでは、全ラウンド（2008年は2日目以降）を録画中継していた（決勝ラウンド2日間については地上波のディレイ放送となっていた）。
- 2016年大会から2019年大会まではBS-TBSで3日目及び最終日を生中継した。[17]
- 2021年大会から8年ぶりに毎日放送（関西ローカル）で生中継を行うことになった。[18]2022年は、初日からGAORAが生中継し、毎日放送の公式YouTubeチャンネルでも同時ライブ配信を行った他、決勝ラウンドの2日間は毎日放送（関西ローカル）でも生中継を行った。

## パナソニックオープンレディース
パナソニックオープンレディースは2016年から毎年LPGAステップ・アップ・ツアーの一戦として開催されており、原則パナソニックオープンと同時期に開催されている。2021年現在、賞金総額8000万円、優勝賞金1440万円。2018年までは総額2000万円、優勝賞金は360万円で行われていた。2019年はそれまで開催されていたサイバーエージェントレディスゴルフトーナメントに代わる大会として、LPGAツアーに昇格して開催された。2021年大会以降優勝者には翌年のHSBC女子世界選手権の出場権が与えられる。
テレビ放送はテレビ東京系列6局で放送（BSテレ東での放送は原則として行わない）。また2021年はテレビ東京YouTube公式チャンネルにて大会3日間、ネット配信ライブ放送を実施した。
2020年は新型コロナウイルス感染拡大のため中止となった。

### 歴代優勝者
| ステップ・アップ・ツアー時代 | ステップ・アップ・ツアー時代 | ステップ・アップ・ツアー時代 | ステップ・アップ・ツアー時代 | ステップ・アップ・ツアー時代    |
| 開催回                       | 開催年                       | 優勝者名                     | 開催地                       | 開催コース                      |
| ---------------------------- | ---------------------------- | ---------------------------- | ---------------------------- | ------------------------------- |
| 第1回                        | 2016年                       | イ・ジウ                     | 千葉県                       | 千葉カントリークラブ 野田コース |
| 第2回                        | 2017年                       | 野澤真央                     | 千葉県                       | 千葉カントリークラブ 野田コース |
| 第3回                        | 2018年                       | 高木萌衣                     | 京都府                       | 田辺カントリー倶楽部            |
| JLPGAツアー昇格後            |                              |                              |                              |                                 |
| 開催回                       | 開催年                       | 優勝者名                     | 開催地                       | 開催コース                      |
| 第1回                        | 2019年                       | 勝みなみ                     | 千葉県                       | 浜野ゴルフクラブ                |
| 第2回                        | 2021年                       | 上田桃子                     | 千葉県                       | 浜野ゴルフクラブ                |
| 第3回                        | 2022年                       | 西郷真央                     | 千葉県                       | 浜野ゴルフクラブ                |
| 第4回                        | 2023年                       | 穴井詩                       | 千葉県                       | 浜野ゴルフクラブ                |
| 第5回                        | 2024年                       | 天本ハルカ                   | 千葉県                       | 浜野ゴルフクラブ                |
| 第6回                        | 2025年                       | 菅沼菜々                     | 千葉県                       | 浜野ゴルフクラブ                |